# الطبقة (حبيش)

تعديل مصدري - تعديل

الطبقة محلة تابعة لقرية مخيرعان، التابعة لعزلة بني شبيب بمديرية حبيش إحدى مديريات محافظة إب في الجمهورية اليمنية، بلغ تعداد سكانها 103 حسب تعداد اليمن لعام 2004.